# Neuilly-le-Brignon
Neuilly-le-Brignon is een gemeente in het Franse departement Indre-et-Loire (regio Centre-Val de Loire) en telt 319 inwoners (2004). De plaats maakt deel uit van het arrondissement Loches.

## Geografie
De oppervlakte van Neuilly-le-Brignon bedraagt 22,5 km², de bevolkingsdichtheid is 14,2 inwoners per km².
De onderstaande kaart toont de ligging van Neuilly-le-Brignon met de belangrijkste infrastructuur en aangrenzende gemeenten.

## Demografie
Onderstaande figuur toont het verloop van het inwonertal (bron: INSEE-tellingen).